# Skraveltjärnen (Sorsele socken, Lappland, 723847-159311)
Skraveltjärnen är en sjö i Sorsele kommun i Lappland och ingår i Umeälvens huvudavrinningsområde.